# Gang of Four
Gang of Four ist eine britische Rockband, die 1977 in Leeds gegründet wurde und zu den wichtigsten Vertretern des Post-Punk gezählt wird. Sie wurde vor allem durch einen charakteristischen, treibenden, dem Funk entlehnten Rhythmus und politische Songtexte bekannt.

## Geschichte

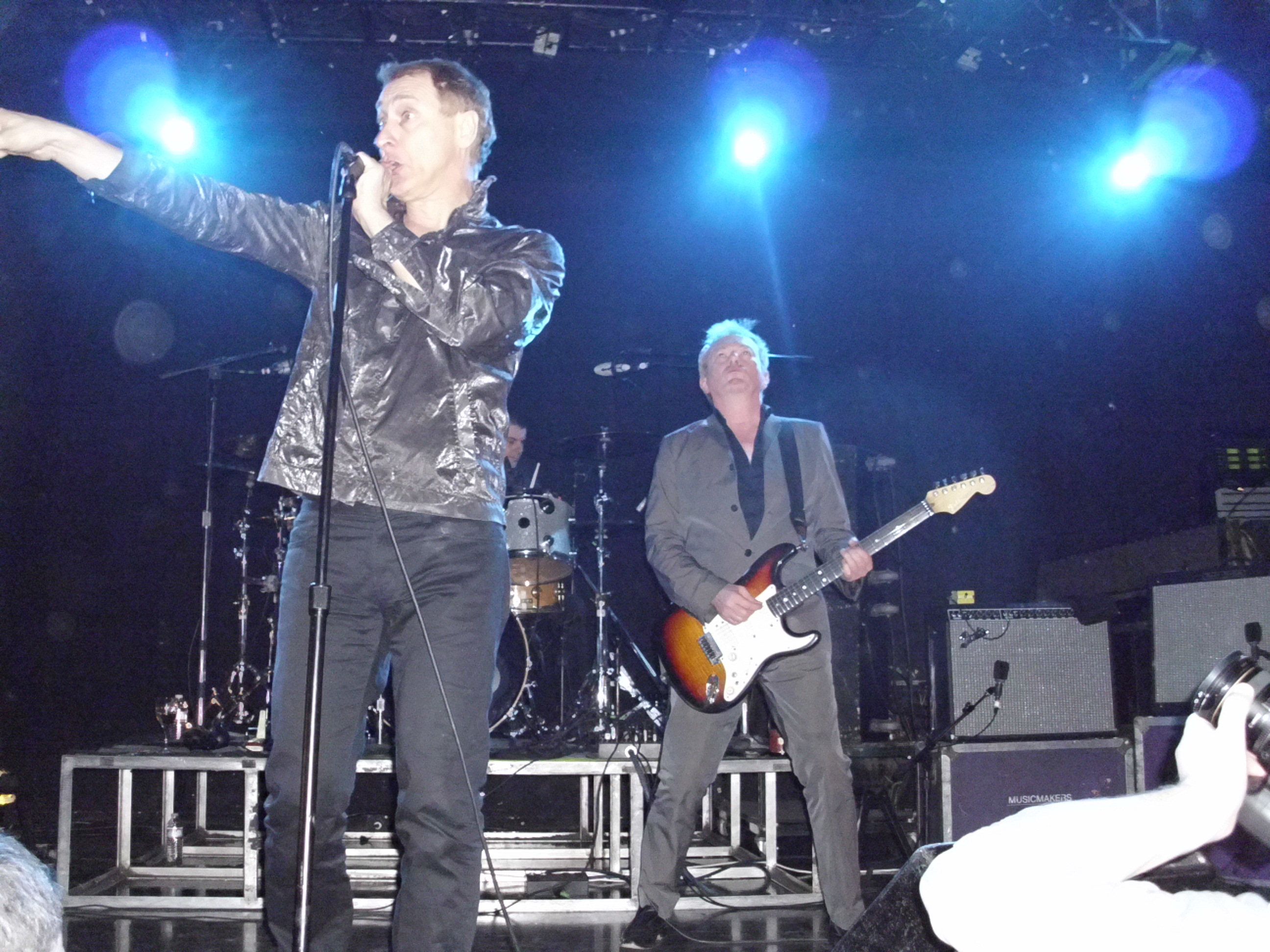
Gang of Four 2011 in Chicago

Die Band wurde 1977 in Leeds (England) gegründet. Ihre erste Single Damaged Goods (1978), die bei dem Label fast Product erschien, brachte ihr einen Vertrag mit dem Majorlabel EMI ein. Das Debütalbum Entertainment! in der Besetzung Andy Gill (Gitarre), Jon King (Gesang), Hugo Burnham (Schlagzeug) und Dave Allen (Bass) erschien 1979.
Gang of Four spielten eine minimalistische Variante von Punkrock, mit Elementen von Funk und Dub-Reggae. Die Texte behandelten soziale und politische Missstände in der Gesellschaft. Bei Alben wie „Songs of the Free“ und „Hard“ wurde ihr Stil auch von Disco-Elementen beeinflusst.
Mit ihrer zweiten Single At Home He’s a Tourist kamen sie in die britischen Singlecharts. Somit hätten sie in der Charts-Fernsehsendung Top of the Pops auftreten können, doch weigerten sie sich das Wort rubbers („Gummis“) aus dem Text zu entfernen. Damit verzichteten sie mehr oder minder bewusst auf die Chance, ein größeres Publikum zu erreichen und kamen nie wieder in die Single-Charts.
1981 verließ Dave Allen die Band und wurde von Sara Lee ersetzt. Auf ihrem dritten Album Songs of the Free (1982) hatte die Band ihre harten Kanten verloren. 1984 löste sie sich nach der Veröffentlichung ihres vierten Albums Hard auf. Teile der Band vereinigten sich mit anderen Splittern von XTC, Pigbag, Glaxo Babies und der The Pop Group zu Shriekback, die Mitte bis Ende der 1980er gelegentlich einen kleineren Hit hatten.
Gill und King widmeten sich der Filmmusik, zum Beispiel für den Film Delinquent. 1990 reformierten Andy Gill und Jon King die Band und veröffentlichten das Album Mall 1991 auf dem Majorlabel Polydor. Vier Jahre später folgte mit Shrinkwrapped ein weiteres Album. 1998 wurde die Doppel-CD-Compilation A 100 Flowers Blooming auf Rhino veröffentlicht.
Durch die Tatsache, dass sich viele nachfolgende Bands während der 1980er Jahre wie die zeitgenössische deutsche Band F.S.K., die Rockbands R.E.M., Interpol, die jungen New Yorker Disko-Punker Radio 4 sowie die Liverpooler Band The Dead 60s auf sie bezogen, wurden Gang of Four auch ohne Charterfolge zur Legende. Aufgrund des aktuellen Interesses an der Band wurde die Original-Besetzung Burnham/Allen/Gill/King für ihre Tour im November 2004 reformiert. Ihr 2005 erschienenes Album Return The Gift enthält Neuaufnahmen von 14 Klassikern und eine Bonus-CD mit Remixen von Künstlern wie Ladytron, The Others, Yeah Yeah Yeahs, Phones und anderen.
Zwei Jahre nach dem Comeback verließ Schlagzeuger Hugo Burnham die Band, um sich auf seine akademische Arbeit in den USA zu konzentrieren, und wurde von Mark Heaney ersetzt. Dave Allen schied 2008 aus und wurde durch Thomas McNeice ersetzt.
Im Jahre 2008 konzentrierte sich die Gruppe hauptsächlich auf den Download-Markt und gründete zu diesem Zweck mit Gang Of Four Recordings, Inc. ein eigenes Label. Ein neuer, ausschließlich im MP3-Format veröffentlichter Song, Second Life, der im Original an frühe Werke erinnert, ist bislang ein Einzelstück geblieben, zu dem lediglich mehrere Remix-Versionen entstanden sind. Ebenfalls 2008 veröffentlichte Gitarrist Andy Gill mit Genome ein MP3-Mini-Album.
Im Januar 2011 erschien mit Content das neunte Studioalbum der Band, im März 2015 der Nachfolger What Happens Next, das erste Album ohne Jon King.
Am 1. Februar 2020 gaben Gang of Four via Twitter den Tod von Andy Gill bekannt. Die Band ging daraufhin auseinander.
Am 12. März 2021 erschien das Boxset 77-81 mit sämtlichen Aufnahmen aus der Anfangsphase der Band. Für den 4. Juni 2021 ist das Tributealbum The Problem of Leisure: A Celebration of Andy Gill and Gang of Four angekündigt, für das mehrere bekannte Bands und Musiker Coversongs von Gang of Four einspielten.
Im März 2022 spielten die Gründungsmitglieder Jon King und Hugo Burnham, Gitarrist David Pajo und Bassistin Sara Lee eine Tour von Gang of Four in mehreren nordamerikanischen Städten.
Gang of Four kündigte im Oktober 2024 an, dass sich die Band nach einer Abschiedstournee endgültig auflösen wird. Auf den anstehenden Konzerten werden King und Burnham von Ted Leo (Gitarre) und Gail Greenwood (Bass) begleitet. Der letzte Auftritt von Gang of Four ist für den 24. Juni 2025 in London geplant.
Dave Allen ist am 5. April 2025 im Alter von 69 Jahren verstorben. Er litt seit längerer Zeit an Demenz.

## Diskografie

### Studioalben
| Jahr | Titel Musiklabel                     | Höchstplatzierung, Gesamtwochen, AuszeichnungChartsChartplatzierungen (Jahr, Titel, Musiklabel, Platzierungen, Wochen, Auszeichnungen, Anmerkungen) | Anmerkungen                                          |
| Jahr | Titel Musiklabel                     | UK | Anmerkungen                                          |
| ---- | ------------------------------------ | --- | ---------------------------------------------------- |
| 1979 | Entertainment! EMI                   | UK45 (3 Wo.)UK | Erstveröffentlichung: 25. September 1979             |
| 1981 | Solid Gold Warner Bros.              | UK52 (2 Wo.)UK | Erstveröffentlichung: März 1981                      |
| 1982 | Songs of the Free Warner Bros.       | UK61 (4 Wo.)UK | Erstveröffentlichung: Mai 1982                       |
| 1983 | Hard Warner Bros.                    | — | Erstveröffentlichung: September 1983                 |
| 1991 | Mall Polydor                         | — | Erstveröffentlichung: 1991                           |
| 1995 | Shrinkwrapped Castle                 | — | Erstveröffentlichung: 1995                           |
| 2005 | Return the Gift V2                   | — | Erstveröffentlichung: 2005 Neuaufnahme älterer Songs |
| 2011 | Content Yep Roc                      | — | Erstveröffentlichung: 24. Januar 2011                |
| 2015 | What Happens Next Metropolis/Membran | — | Erstveröffentlichung: 24. Februar 2015               |
| 2019 | Happy Now Gill Music Ltd             | — | Erstveröffentlichung: 19. April 2019                 |

### Livealben
- 1984: At the Palace
- 2016: Live...In The Moment

### Kompilationen
- 1990: The Peel Sessions
- 1990: A Brief History of the Twentieth Century
- 1998: 100 Flowers Bloom
- 2021: Gang of Four 77-81

### EPs
- 1980: Yellow
- 1982: Another Day/Another Dollar
- 1986: The Peel Sessions
- 2015: Die Staubkorn Sammlung (mit Herbert Grönemeyer)
- 2018: Complicit
- 2020: This Heaven Gives Me Migraine
- 2020: Anti-Hero

### Singles
| Jahr | Titel Album                                                    | Höchstplatzierung, Gesamtwochen, AuszeichnungChartsChartplatzierungen (Jahr, Titel, Album, Platzierungen, Wochen, Auszeichnungen, Anmerkungen) | Anmerkungen                |
| Jahr | Titel Album                                                    | UK | Anmerkungen                |
| ---- | -------------------------------------------------------------- | --- | -------------------------- |
| 1979 | At Home He’s a Tourist Entertainment!                          | UK58 (3 Wo.)UK | Erstveröffentlichung: 1979 |
| 1982 | I Love a Man in a Uniform Songs of the Free                    | UK65 (2 Wo.)UK | Erstveröffentlichung: 1982 |
| 1983 | Is it Love? Hard                                               | UK88 (5 Wo.)UK | Erstveröffentlichung: 1983 |
| 1991 | To Hell With Poverty! A Brief History of the Twentieth Century | UK100 (1 Wo.)UK | Erstveröffentlichung: 1981 |

Weitere Singles
- 1978: Damaged Goods
- 1979: Damaged Goods / I Found That Essence Rare
- 1980: Outside the Trains Don't Run on Time
- 1981: What We All Want
- 1981: Cheeseburger
- 1981: To Hell With Poverty!
- 1982: Call Me Up
- 1983: Is It Love?
- 1983: Silver Lining
- 1984: I Will Be a Good Boy (Live)
- 1990: Money Talks
- 1991: Don’ Fix what Ain’t Broke
- 1991: Satellite
- 1991: Cadillac
- 1995: Tattoo
- 2008: Second Life
- 2011: You'll Never Pay for the Farm
- 2011: Who Am I?
- 2019: Paper Thin